# Sophie Koechlin
Pour les articles homonymes, voir Koechlin.
Sophie Koechlin, prononcé ke'klɛ̃, née le 19 avril 1960 à Paris est une autrice, traductrice, adaptatrice et illustratrice française de littérature d'enfance et de jeunesse.

## Biographie
Sophie Koechlin est la fille du journaliste Philippe Koechlin, fondateur de la revue Rock & Folk. Elle a suivi des formations et études de dessin et d’histoire de l’art dans différents ateliers, notamment à Penninghen. Elle a été animatrice à la radio, avant de se lancer dans l'illustration pour enfants. Elle a également des activités de traductrice et a beaucoup adapté pour l'édition des ouvrages anglophones. Elle est aussi active en tant que styliste, notamment pour Hermès et Cartier,

## Ouvrages
(mars 2021).
Sophie Koechlin a illustré et écrit de nombreux livres

### Adaptatrice
- Le Roi lion, (Les grands classiques), Hachette jeunesse, 2018
- Clochette et la créature légendaire, (Les grands classiques), Hachette jeunesse, 2018
- Clochette et le secret des fées, (Les grands classiques), Hachette jeunesse, 2018
- Les Indestructibles 2, (Les grands classiques), Hachette jeunesse, 2018
- Pinocchio, (Les grands classiques), Hachette jeunesse, 2018
- Cars 3, (Les grands classiques), Hachette jeunesse, 2018
- Elena d'Avalor (Les grands classiques), Hachette jeunesse, 2017
- Blanche Neige et les sept nains (Les grands classiques), Hachette jeunesse, 2017
- Cars 2  (Les grands classiques), Hachette jeunesse, 2017
- Vaiana, la légende du bout du monde, (Les grands classiques), Hachette jeunesse, 2016
- Les Contes et comptines enchantés à écouter !, (livre-CD)  [Perrault, Andersen et Grimm, auteurs adaptés] ; Deux coqs d'or-Hachette livre, 2016
- Vaiana, (Les grands classiques), Hachette jeunesse, 2016
- Raiponce (2016), (Les grands classiques), Hachette jeunesse, 2016
- La Chèvre de monsieur Seguin, illustrations de Christel Desmoinaux, Deux coqs d'or, 2016
- Cendrillon, illustrations d'Anja Klauss, Deux coqs d'or, 2015
- Les Contes et comptines préférés des petits à écouter (2015)
- Les Musiciens de Brême (2015)
- Le Chat botté (2014)
- Peau-d'Âne (2014)
- Alice au pays des merveilles, Lewis Carroll ; illustrations de Rébecca Dautremer ; Gautier-Languereau, 2014
- Cars (2014)
- Le Bonhomme de pain d'épices (2013)
- Le Petit Chaperon rouge (2013)
- Peau d'Âne (2013)
- Le Vilain petit canard (2013)
- Le Petit Chaperon rouge (2012)
- Boucle d'Or et les trois ours (2012)
- La Petite poule rousse (2012)
- Le bal des douze princesses (2011)
- Cars 2 (2011)
- Alice au pays des merveilles (2010)
- La Petite poule rousse (2009)
- Peau-d'Âne (2009)
- Les Trois petits cochons (2009)
- Ali Baba (2009)
- Cendrillon (2009)
- Le Chat botté (2009)
- Le Petit Chaperon rouge (2008)
- Les Trois petits cochons (2008)
- Boucle d'or et les trois ours (2008)
- Cendrillon (2007)
- Ménage et grosse fatigue (2007)
- Le Chat botté (2007)
- Le Petit Chaperon rouge (2007)
- Ballet et bracelet (2007)
- Le Petit Poucet (2007)
- Le Prince de la forêt (2006)
- La Boîte à outils de papa (2006)
- Winnie l'ourson et l'éléfant, 2006
- Frère des ours (2004)
- Le monde de Nemo (2004)
- Les Aventures de Porcinet (2003) [4]

### Autrice du texte et des illustrations
- Du Blues dans le couleur, KANJIL, 2019
- Adieu, mon Rhino !, KANJIL, 2016
- Un jour je serai libre, (livre-CD) KANJIL, 2012

### Autrice du texte
- Pop Années 60 : L’Album, 2019
- Dumbo (2018)
- Le Dragon et le phénix (2017)
- Le Super livre des Pirates (2016)
- Le Super livre du beurk (2015)
- Blagues et farces de Toto (2015)
- Découvre les animaux (2015)
- Boucle d'Or et les trois ours (2014)
- Je crée mes bijoux et grigris (2013)
- Les Trois petits cochons (2013)
- 100 % filles (2013)
- La Petite poule rousse (2013)
- Le Courage des manchots (2012)
- De l'air pour la planète (2012)
- La Fiancée du rhinocéros (2012)
- La Fureur du tigre (2012)
- Menace sur les loutres (2012)
- La Plume des Andes (2012)
- Les Sauvenature 8 (2012)
- Les Trois petits cochons (2012)
- Petit farceur (2011)
- Agent secret (2011)
- Astérix (2011)
- Une voix en or (2011)
- Aventurier nature (2011)
- Un monstre à Paris (2011)
- La Plume des Andes, peintures de Véronique Dubois, (livre-CD) KANJIL 2010
- Le Drôle de Noël de Scrooge (2009)
- Le Trésor de l'île aux pirates (2009)
- Aventurier nature (2009)
- Farces et attrapes (2009)
- La Lettre au Père Noël (2009)
- Aimé et la planète des Signes (2007)
- Astérix et les Vikings (2006)
- The Wild (2006)
- Cars (2006)
- Les Aventures de Porcinet (2003)
- Le Bateau de Noé (1983, réédité en 1983, 1987, 1990, 1992)
- Bleu de bleu, chansons (cassettine), Vif Argent, 1982)

### Illustratrice
- Dis-moi des chansons, Texte de Bruno de La Salle, (livre-CD), KANJIL, 2014
- Les Aventures des tendrelins et tendrelinesines (1991)
- Chansons de France (1990)
- Mille et Une Histoires, Au creux de l'oreille, Martinsart, 1989
- Dis-moi des chansons, Texte de Bruno de La Salle, (cassettine), Vif Argent, 1987
- Le Secret de Jaume le berger (cassettine), Vif Argent, 1986, réédité en 1987)